# تمزاركوت (أقصري)
تمزاركوت هي إحدى مشيخات المملكة المغربية، تتبع جغرافيا لعمالة أكادير إدا وتنان وإداريًا لأقصري. يقدر عدد سكانها بـ 212 نسمة حسب الإحصاء الرسمي للسكان والسكنى لسنة 2004.